# Safa Park
Het Safa Park (Arabisch: حديقة الصفا) is een stadspark van 64 hectare in Dubai, Verenigde Arabische Emiraten. Het park ligt 10,53 km ten zuidwesten van de Sheikh Maktoum Road. Het park wordt begrensd door de straten Sheikh Zayed Road, Al Wasl Road, Al Hadiqa Street en de 55th Street.
Het park werd aangelegd in 1975 en ligt aan de rand van Dubai. Voorafgaand aan de aanlegging van het park werd het gebied bewoon door illegale immigranten uit Zuid-Azië. Ze woonden in geïmproviseerde huizen zonder stromend water. De regering van Dubai kneep een oogje dicht omdat er toen arbeidskrachten nodig waren. Ze kregen amnestie en werden verdreven van het gebied waar het park zou komen te liggen.
Nadat het voor de inwoners van Dubai al negen jaar een vaste bestemming was onderging het park een renovatie in 1984. Een tweede renovatie van het park vond plaats tussen 1989 en 1992. De eerste renovatie hield vooral de aanleg van sanitaire voorzieningen en een overdekte speeltuin in. Vandaag de dag ligt het park vrijwel in het centrum van Dubai. Het park omvat 3 vijvers, 200 soorten vogels en 16.924 verschillende soorten bomen en struiken